# Hadi Teherani
Hadi Teherani (Teheran, 2 febbraio 1954) è un architetto tedesco di origine persiana.
Studiò architettura dal 1977 al 1984 presso la Technischen Universität Braunschweig. Fondò nel 1991 assieme a Jens Bothe e Kai Richter lo studio architettonico BRT Architekten a Amburgo.

## Opere

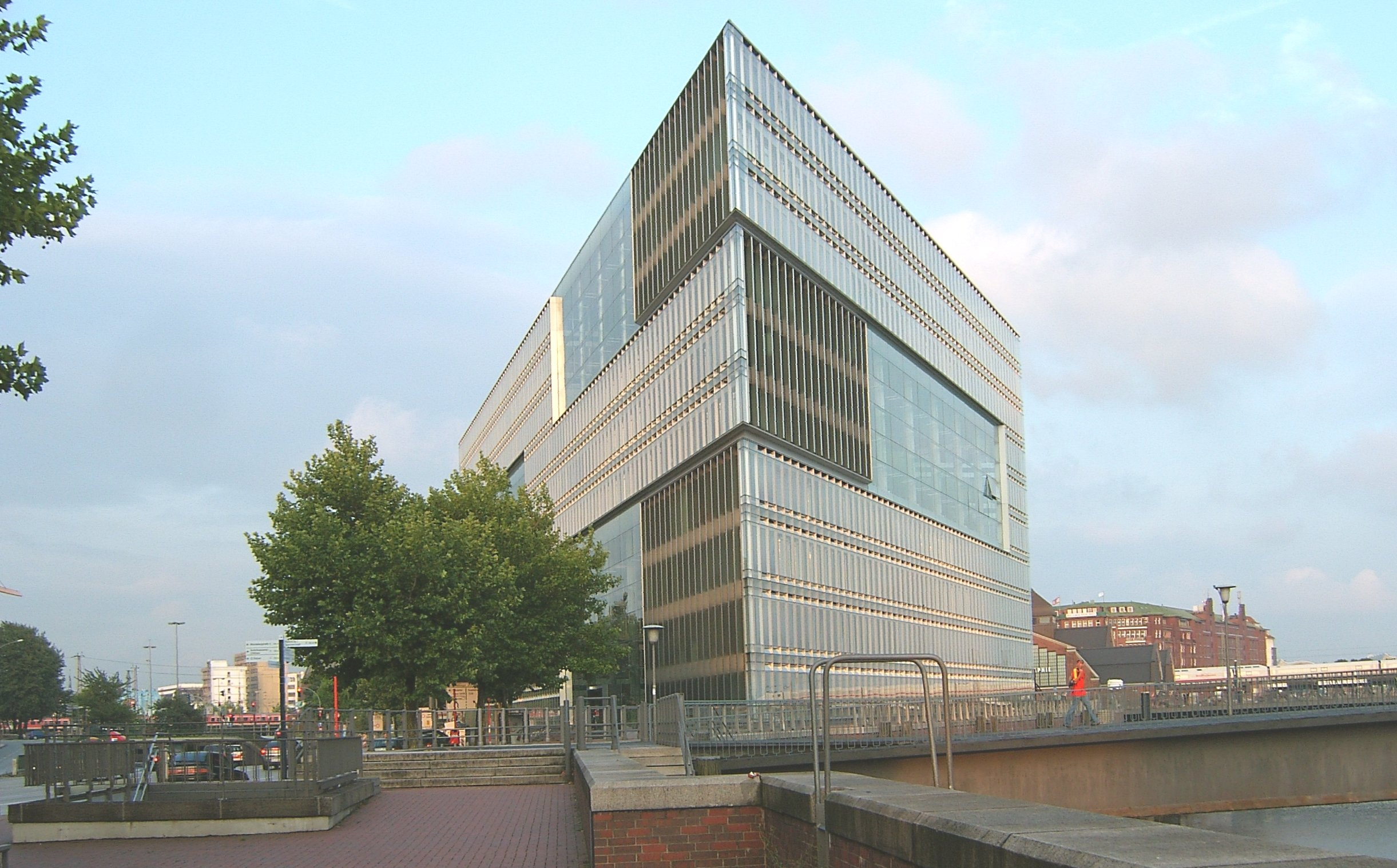
Deichtor-Center a Amburgo, disegnato dallo studio BRT e la sua sede

- Centrale tedesca della Swiss Re a Monaco-Unterföhring
- Doppel-X-Hochhaus a Amburgo

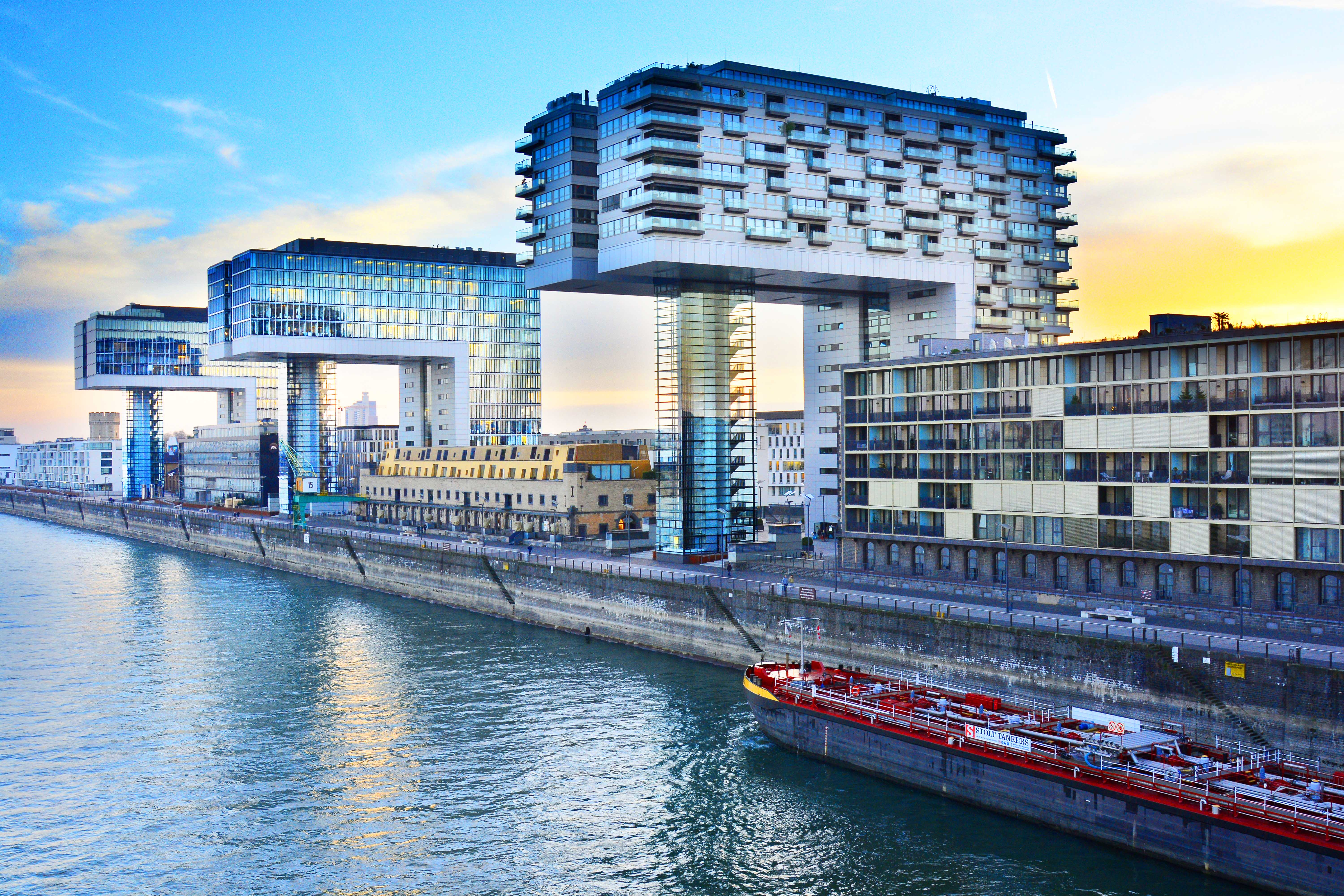
Kranhäuser a Colonia

- Kranhäuser a ColoniaBerliner Bogen am Berliner Tor a Amburgo
- Dockland-Bürogebäude a Amburgo
- Europa Passage a Amburgo
- Kranhaus, Colonia
- Skygarden Monaco di Baviera